# Nereyana
Nereyana (também conhecidos como Nêrêyána, ou Nêrêyó) é uma etnia indígena que vive no norte do estado brasileiro do Pará, às margens dos rios Panamá e Trombetas. São parentes da tribo Kaxuyana ou Tiriyó, família Karíb. Uma das tribos isoladas. A população é de cerca de 100 pessoas.
Seu nome vem da palavra Tiriyo nêrê, que significa morcegos vampiros.